# Schachten (Bad Neualbenreuth)
Schachten ist ein Gemeindeteil des Marktes Bad Neualbenreuth im oberpfälzischen Landkreis Tirschenreuth. Das Dorf liegt zwischen Wernersreuth und Neualbenreuth auf einer Höhe von 533 Metern und hat etwa 45 Einwohner. Es existiert ungefähr seit dem 14. Jahrhundert. Es gehörte, ebenso wie die umliegenden Dörfer Hardeck, Altmugl, Maiersreuth, Ottengrün, Querenbach und Hatzenreuth sowie die heute in Tschechien liegenden Orte Altalbenreuth (Mytina) und Gosel zur Neualbenreuther Frais (mundartlich Fraisch).
In Schachten gibt es einen Glockenturm und einen Dorfteich mit Springbrunnen und Fischen. Viele Wanderwege führen in die umliegenden Dörfer. Es gibt eine kleine Kapelle aus der Nachkriegszeit. Im Jahr 1970 lebten 80 Einwohner in Schachten, 1987 waren es 64.